# Alexandr Oleșco
Alexandr Oleșco (n. 23 iulie 1976, Chișinău) este un actor rus de teatru și film, parodist și prezentator TV.

## Biografie
Alexandr Oleșco s-a născut la Chișinău. A locuit în RSS Moldovenească 14 ani, iar în 1991 s-a mutat la Moscova. Tatăl său este originar din Herson, RSS Ucraineană.

## Filmografia
- 2007—2013 — Fetele tatei — oligarh Fedotov
- 2010 — la schimbări
- 2012 — August. al optulea
- 2012 — Ce Karlosona!

## TV
- 2006—2007 — Mulțumesc lui Dumnezeu că ai venit!
- 2008—2013 — Drum lung
- 2008—2014 — Minut of Fame
- 2013 — Unu la unu
- 2013—2014 — Repet!
- 2014 — Exact în exact